# Albin Fringeli

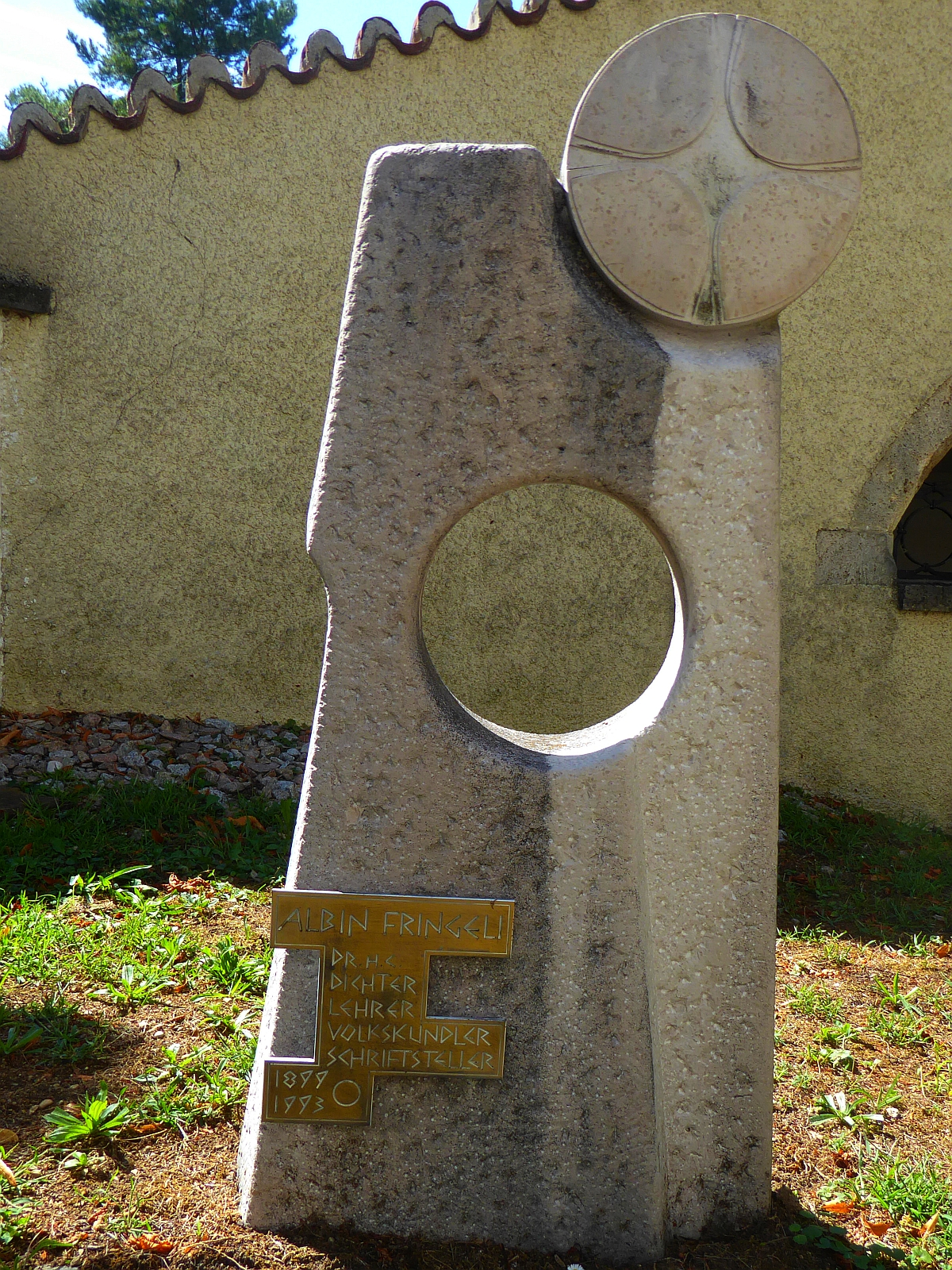
Grabstein von Albin Fringeli neben dem Heimatmuseum des Schwarzbubenlandes in Dornach

Albin Fringeli (* 24. März 1899 in Laufen, damals Kanton Bern, heute Basel-Landschaft; † 7. Juli 1993 in Nunningen; heimatberechtigt in Bärschwil) war ein Schweizer Dichter und Autor.

## Leben und Schaffen
Albin Fringeli wuchs auf dem Stürmenhof in der Gemeinde Bärschwil in einer Bauernfamilie auf. Bärschwil liegt im solothurnischen Schwarzbubenland. Die Familie Fringeli stammt von einem in der Stadt Solothurn ausgestorbenen Solothurner Stadtbürgergeschlecht dieses Namens ab. Eine Bergkette südlich von Bärschwil, die früher Karlisberg hiess, ist seit dem 18. Jahrhundert, da sich die Familie Fringeli dort angesiedelt hatte, als Fringeliberg bekannt.
Nach einer Ausbildung am Lehrerseminar Solothurn studierte Albin Fringeli in Basel und Paris Germanistik, Geschichte, Geographie und Französisch. Anschliessend wirkte er als Lehrer, erst in Grindel und Neuendorf und schliesslich von 1942 bis 1969 als Bezirkslehrer in Nunningen. Neben seiner Lehrtätigkeit bekleidete er zahlreiche öffentliche Ämter, etwa als Schulinspektor und Erziehungsrat.
Fringeli verfasste – zum Teil in Schwarzbubendeutsch – zahlreiche Lyrikbände, Festspiele, Essays, Hörspiele und Hörfolgen sowie heimatkundliche Werke zum Schwarzbubenland. Ab 1923 gab er das Jahrbuch Dr Schwarzbueb heraus.
Albin Fringeli war ab 1935 mit Rosa Häner von Nunningen verheiratet; der Germanist und Schriftsteller Dieter Fringeli (1942–1999) und der Biochemiker Urs-Peter Fringeli (1939–2008) waren seine Söhne. Drei Jahre vor seinem Tod hat er Dieter Fringelis Ehefrau Ulla Fringeli seinen Schwarzbueb übergeben. Auf den Jahrgang 2018 gab sie die Redaktionsverantwortung an den ehemaligen Solothurner Regierungsrat Klaus Fischer und den Schriftsteller und Journalisten Thomas Brunnschweiler ab.

## Auszeichnungen
- Johann-Peter-Hebel-Preis des Landes Baden-Württemberg (1961)
- Preis der Schweizerischen Schillerstiftung (1963)
- Kunstpreis des Kantons Solothurn (1965)
- Ehrenbürger von Bärschwil und Nunningen
- Ehrendoktorwürde der Universität Basel (1969)
- Oberrheinischer Kulturpreis der Johann Wolfgang von Goethe-Stiftung in Basel (1987)

## Werke
- Das Amt Laufen. Haupt (Berner Heimatbücher 29), Bern 1946
- Der Holderbaum. Gedichte, Jeger-Moll, Breitenbach 1949
- Schönes Schwarzbubenland. Spaten, Grenchen 1955
- Am schtille Wäg. Gedichte, Jeger-Moll, Breitenbach 1956
- Oeisi Schuel. Festspiel zur Schulhauseinweihung vom 7. Juni 1959 in Nunningen, Jeger-Moll, Breitenbach 1959
- Heimfahrt. Erzählungen, Jeger-Moll, Breitenbach 1959
- Mein Weg zu Johann Peter Hebel. Jeger-Moll, Breitenbach 1961
- Der Dichter Paul Bühler. Literarischer Verlag, Dornach 1963
- In dr grosse Stadt. 14 Gschichte. Jeger-Moll, Breitenbach 1963
- Solothurner Festspiel. Text zum gleichnamigen Festspiel für Solostimmen, Chor und Blasorchester von Albert Jenny anlässlich des Solothurnertages an der Schweizerischen Landesausstellung EXPO in Lausanne (1964)
- Flucht aus der Enge. Jeger-Moll, Breitenbach 1965
- Nunningen. [Dorfgeschichte.] Jeger-Moll, Breitenbach 1968. 
  - 2. Auflage: Jeger-Moll, Breitenbach 1981.
- Schwarzbubenland. Vom Passwang ins Leimental. Vogt-Schild, Solothurn 1972
- Die Zeitlosen. Jeger-Moll, Breitenbach 1972
- Die Bezirke des Kantons Solothurn. Laufen 1973
- Laufen. Geschichte einer Kleinstadt, Laufen 1975
- Der Weltverbesserer. Jeger-Moll, Breitenbach 1975
- In dr grosse Stadt / Dr Bachmausi. Geschichten, Jeger-Moll, Breitenbach 1977 (vgl. 1963)
- Landschaft als Schicksal. Eine Heimat- und Volkskunde des Schwarzbubenlandes. Staatskanzlei, Solothurn 1979.
  - 2., erweiterte Auflage: Staatskanzlei, Solothurn 1987.
- Bärschwil. Chronik einer Gemeinde. Jeger-Moll, Breitenbach 1981.
- Geschter, hüt und morn. Gedichte. Jeger-Moll, Breitenbach 1985, ISBN 3-85753-061-8.
- Dem Bleibenden auf der Spur. Auswahl aus dem Gesamtwerk. Hrsg. Ulla Fringeli, Lenos, Basel 2011, ISBN 978-3-85787-417-8.